# Mira Fuchrer
Mira Fuchrer (Varsavia, 1920 – Varsavia, 8 maggio 1943) è stata un'attivista polacca, membro del movimento di resistenza ebreo nel ghetto di Varsavia e dell'Organizzazione ebraica di combattimento (Żydowska Organizacja Bojowa, ŻOB), che partecipò alla rivolta del ghetto di Varsavia durante la seconda guerra mondiale.

## Biografia
Nacque a Varsavia nel 1920. Era attiva nell’organizzazione giovanile Hashomer Hatzair, dove probabilmente conobbe l'attivista e antifascista polacco Mordechaj Anielewicz. Partirono insieme nel settembre 1939 per Vilnius. Ritornarono a Varsavia nel gennaio del 1940, ritrovandosi entrambi a novembre nel ghetto.
Mira lavorava nel ghetto con le sue amiche Towa Frenkel e Rachela Zylberberg in una piccola sartoria. Dal 1942 prestò servizio come staffetta tra i diversi ghetti. .
Durante la rivolta lottò all'interno nel cosiddetto ghetto centrale. L’8 maggio 1943 si rifugiò con Mordechaj Anielewicz e un gruppo di circa 120 insorti nel bunker in via Miła 18. Quando il bunker venne scoperto e circondato dai tedeschi, i militanti ebrei non vollero arrendersi. Come proposto dal combattente dello ZOB Arie Wilner - che prima della Rivolta era stato torturato per settimane dalla Gestapo - la maggior parte di loro si suicidò .

## Commemorazione

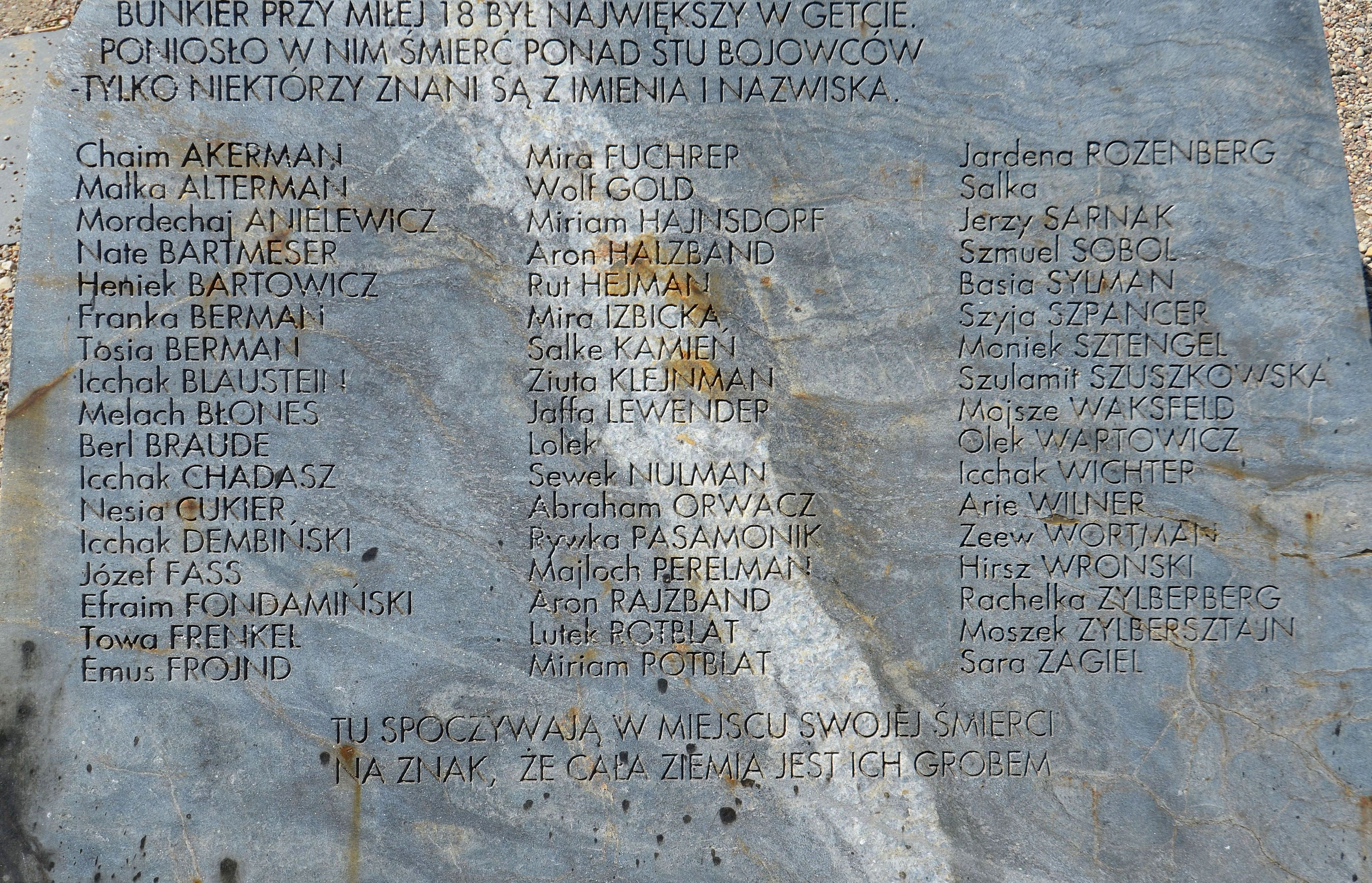
I cognomi di Mira Fuchrer, Mordechaj Anielewicz e degli altri insorti ebrei che morirono nel bunker in via Miła 18 sono scolpiti nell’obelisco ai piedi di Kopiec Anielewicza

Il cognome di Mira Fuchrer, insieme ai cognomi di 50 altri insorti le cui identità si riuscì a verificare, si trova inciso sull’obelisco commemorativo posto nel 2006 ai piedi del Kopiec Anielewicza, il "monumento conico di terra di Anielewicz".